# Iglesia de San Miguel (Breamo)
La iglesia de San Miguel es un templo católico del municipio español de Puentedeume, en la provincia de La Coruña.

## Descripción
Se ubica en la parroquia de Breamo, perteneciente al municipio coruñés de Puentedeume, en la comunidad autónoma de Galicia. Tiene planta de cruz latina con tres ábsides, destacando que la nave transversal supera en anchura y altura a la principal.
La iglesia fue declarada monumento histórico-artístico perteneciente al Tesoro Artístico Nacional el 3 de junio de 1931, durante la Segunda República, mediante un decreto publicado el día 4 de ese mismo mes en la Gaceta de Madrid, con la rúbrica del presidente del Gobierno provisional de la República Niceto Alcalá-Zamora y el ministro de Educación Pública y Bellas Artes Marcelino Domingo y Sanjuán.
En la actualidad tiene la consideración de bien de interés cultural.

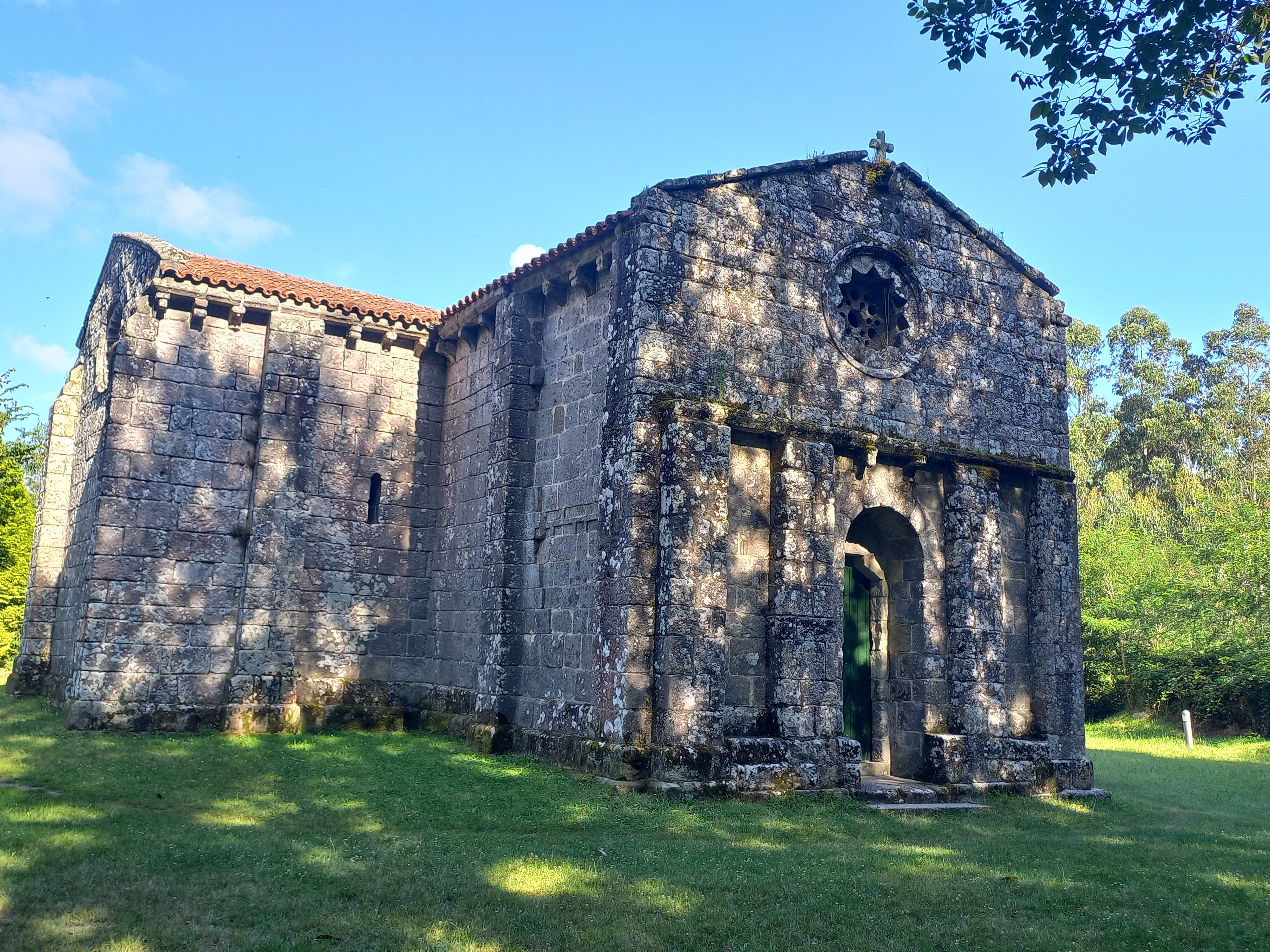
Fachada principal de la ermita donde se observa el tamaño de la nave transversal.

Esta iglesia es el único resto conservado en la actualidad del Real Priorato de San Miguel de Breamo, donde se estableció una pequeña comunidad monacal de San Agustín en tiempos de Fernando II. Fue construido en 1187, según indica la inscripción del contrafuerte izquierdo de la fachada principal. La cubierta está abovedada en su totalidad, algo poco habitual en el románico del noroeste de España. La decoración se basa mayoritariamente en vegetales y otros motivos naturales. En la actualidad se realizan dos romerías anuales a esta ermita, los días 8 de mayo y 29 de septiembre.